# Dinastia Han
A Dinastia Han foi uma dinastia chinesa que durou de 206 a.C. até 220 d.C., tendo sido precedida pela dinastia Qin e seguida pelos três reinos da China. A dinastia Han foi governada pela família conhecida como o clã de Liu. O reino da dinastia Han, com seus 400 anos de duração, é considerado geralmente um dos grandes períodos da história da China. Até hoje, a maioria étnica da China ainda diz ser "descendente de Han".
Durante a dinastia Han, a China transformou-se oficialmente num estado confucionista e progrediu em questões internas: a agricultura, o artesanato e o comércio floresceram, e a população chegou a 55 milhões. Entrementes, o império estendeu a sua influência política, cultural, e o território sobre a Coreia, a Mongólia, o Vietname, e a Ásia central antes de finalmente desmoronar sob uma combinação de pressões internas e externas.
O primeiro dos dois períodos da dinastia foi denominada a Dinastia Han Anterior (em chinês tradicional: 前漢; em chinês simplificado: 前汉; em pinyin: Qiánhàn) ou Dinastia Han Ocidental (em chinês tradicional: 西漢; em chinês simplificado: 西汉; em pinyin: Xī Hàn), reinou de 206 a.C.-24 d.C., cuja capital era em Chang'an. A Dinastia Han Posterior (em chinês tradicional: 後漢; em chinês simplificado: 后汉; em pinyin: Hòu Hàn) ou Dinastia Han Oriental (em chinês tradicional: 東漢; em chinês simplificado: 东汉; em pinyin: Dōng Hàn) que reinou de 25 d.C. 220 d.C. cuja capital era em Luoyang. O termo ocidental-oriental é usado atualmente para evitar a confusão com a dinastia Han posterior do período das cinco dinastias e dos dez reinos. As duas dinastias são separadas pelo breve reinado da dinastia Xin, cujo único imperador foi Wang Mang.
A dinastia Han foi notável também pela sua aptidão militar. O império expandiu-se para o oeste à bacia do Tarim (na região autónoma moderna de Xinjiang-Uyghur), com expedições militares para o oeste, assim como além-mar Cáspio, tornando possível o tráfego mercantil através da Ásia central, desenvolvendo o comércio inclusive com os romanos. Os trajetos do tráfego vieram a ser conhecidos como "a estrada de seda" porque a rota foi usada para exportar a seda chinesa. Os exércitos chineses também invadiram e anexaram partes da Coreia setentrional (Wiman Joseon) (assim como o estabelecimento de colónias) e Vietname do Norte no final do século II d.C. As beiras perto dos territórios periféricos eram frequentemente tensas por possíveis conflitos com outros estados. Para assegurar a paz com os poderes não Chineses, a corte de Han desenvolveu "um sistema tributário mutuamente benéfico". Foi permitido aos estados não chineses permanecer autónomos em troca da aceitação simbólica da autoridade de Han. Os laços tributários foram confirmados e reforçados.
No século I da era cristã, a luta iniciada na dinastia anterior contra os "bárbaros do oeste", como eram chamados os homens da estepes (turcos e mongóis), prosseguiu, passando estes últimos à condição de vassalos dos chineses. O longo período de governo dos Han possibilitou a formação de uma nação chinesa. Os dialetos foram unificados e ocorreu a miscigenação dos diversos grupos étnicos que viviam na região. Entretanto, no final da dinastia, os homens das estepes voltaram à ofensiva, o que, juntamente com revoltas internas da nobreza, gerou uma série de lutas, que duraram cerca de 75 anos. A dinastia Han foi, a final, destronada. O território chinês foi dividido em três reinos - Cao Wei, Shu Han e Wu Oriental - começando então uma era de conflitos entre os três estados.

## Imperadores da Dinastia Han
| Nome Póstumo | Nomes de família e Nomes dados                                          | Anos do Reinado   | Nome de Era e Duração |
| --- | ----------------------------------------------------------------------- | ----------------- | --- |
| Convencional: "Han" + nome póstumo, com exceção de Li Gongu, Liu Hong, Ruzi Ying, príncipe de Changyi, do Marques de Beixiang, e do príncipe de Hongnong. |                                                                         |                   | |
| Dinastia Han Ocidental 206–9 |                                                                         |                   | |
| Gaozu (高 pinyin: gāo) | Liu Bang (劉邦 pinyin: liú bāng)                                        | 206 a.C.-195 a.C. | não existe |
| Huidi (惠 pinyin: hùi) | Liu Ying (劉盈 pinyin: liú yíng)                                        | 195 a.C.-188 a.C. | não existe |
| Shao (少 pinyin: shào) | Liu Gong (劉恭 pinyin: liú gōng)                                        | 188 a.C.-184 a.C. | não existe Nota: regência da Imperatriz vedova Lü |
| Shao (少 pinyin: shào) | Liu Hong (劉弘 pinyin: liú hóng)                                        | 184 a.C.-180 a.C. | não existe Nota: regência da Imperatriz vedova Lü |
| Wendi (文 pinyin: wén) | Liu Heng (劉恆 pinyin: liú héng)                                        | 180 a.C.-157 a.C. | Houyuan (後元 pinyin: hòu yúan) 163 a.C.-156 a.C. |
| Jingdi (景 pinyin: jĭng) | Liu Qi (劉啟 pinyin: liú qĭ)                                            | 157 a.C.-141 a.C. | Zhongyuan (中元 pinyin: zhōng yúan) 149 a.C.-143 a.C. Houyuan (後元 pinyin: hòu yúan) 143 a.C.-141 a.C. |
| Wudi (武 pinyin: wŭ) | Liu Che (劉徹 pinyin: liú chè)                                          | 141 a.C.-87 a.C.  | Jianyuan (建元 pinyin: jìan yúan) 140 a.C.-135 a.C. Yuanguang (元光 pinyin: yúan gūang) 134 a.C.-129 a.C. Yuanshuo (元朔 pinyin: yúan shùo) 128 a.C.-123 a.C. Yuanshou (元狩 pinyin: yúan shòu) 122 a.C.-117 a.C. Yuanding (元鼎 pinyin: yúan dĭng) 116 a.C.-111 a.C. Yuanfeng (元封 pinyin: yúan fēng) 110 a.C.-105 a.C. Taichu (太初 pinyin: tài chū) 104 a.C.-101 a.C. Tianhan (天漢 pinyin: tīan hàn) 100 a.C.-97 a.C. Taishi (太始 pinyin: tài shĭ) 96 a.C.-93 a.C. Zhenghe (征和 pinyin: zhēng hé) 92 a.C.-89 a.C. Houyuan (後元 pinyin: hòu yúan) 88 a.C.-87 a.C. |
| Zhaodi (昭 pinyin: zhāo) | Liu Fuling (劉弗陵 pinyin: liú fúlíng)                                  | 87 a.C.-74 a.C.   | Shiyuan (始元 pinyin: shĭ yúan) 86 a.C.-80 BC Yuanfeng (元鳳 pinyin: yúan fèng) 80 a.C.-75 BC Yuanping (元平 pinyin: yúan píng) 74 a.C. |
| Principe He di Changyi (昌邑王 pinyin: chāng yí) | Liu He (劉賀 pinyin: liú hè)                                            | 74 a.C.           | Yuanping (元平 pinyin: yúan píng) 74 a.C. |
| Xuandi (宣 pinyin: xūan) | Liu Xun (劉詢 pinyin: liú xún) o Liu Bingyi (劉病已 pinyin: liú bìngyĭ) | 74 a.C.-49 a.C.   | Benshi (本始 pinyin: bĕn shĭ) 73 a.C.-70 a.C. Dijie (地節 pinyin: dì jíe) 69 a.C.-66 a.C. Yuankang (元康 pinyin: yúan kāng) 65 a.C.-61 a.C. Shenjue (神爵 pinyin: shén júe) 61 a.C.-58 a.C. Wufeng (五鳳 pinyin: wŭ fèng) 57 a.C.-54 a.C. Ganlu (甘露 pinyin: gān lù) 53 a.C.-50 a.C. Huanglong (黃龍 pinyin: húang lóng) 49 a.C. |
| Yuandi (元 pinyin: yúan) | Liu Shi (劉奭 pinyin: liú shì)                                          | 49 a.C.-33 a.C.   | Chuyuan (初元 pinyin: chū yúan) 48 a.C.-44 a.C. Yongguang (永光 pinyin: yŏng gūang) 43 a.C.-39 a.C. Jianzhao (建昭 pinyin: jìan zhāo) 38 a.C.-34 a.C. Jingning (竟寧 pinyin: jìng níng) 33 a.C. |
| Chengdi (成 pinyin: chéng) | Liu Ao (劉驁 pinyin: liú áo)                                            | 33 a.C.-7 a.C.    | Jianshi (建始 pinyin: jìan shĭ) 32 a.C.-28 a.C. Heping (河平 pinyin: hé píng) 28 a.C.-25 a.C. Yangshuo (陽朔 pinyin: yáng shùo) 24 a.C.-21 a.C. Hongjia (鴻嘉 pinyin: hóng jīa) 20 a.C.-17 a.C. Yongshi (永始 pinyin: yŏng shĭ) 16 a.C.-13 a.C. Yuanyan (元延 pinyin: yúan yán) 12 a.C.-9 a.C. Suihe (綏和 pinyin: sūi hé) 8 a.C.-7 a.C. |
| Aidi (哀 pinyin: āi) | Liu Xin (劉欣 pinyin: liú xīn)                                          | 7 a.C.-1 a.C.     | Jianping (建平 pinyin: jìan píng) 6 a.C.-3 a.C. Yuanshou (元壽 pinyin: yúan shòu) 2 a.C.-1 a.C. |
| Pingdi (平 pinyin: píng) | Liu Kan (劉衎 pinyin: liú kàn)                                          | 1 d.C.-6          | Yuanshi (元始 pinyin: yúan shĭ) d.C. 1-6 |
| Ruzi (孺子 pinyin: rú zi) | Liu Ying (劉嬰 pinyin: liú yīng)                                        | d.C. 6-9          | Jushe (居攝 pinyin: jū shè) febbraio d.C. 6 - ottobre d.C. 8 Chushi (初始 pinyin: chū shĭ) novembre d.C. 8 - gennaio 9 |
| Dinastia Xin (9-23 d.C.) |                                                                         |                   | |
| Continuação da Dinastia Han |                                                                         |                   | |
| Gengshi (更始 pinyin: gèng shĭ) | Liu Xuan (劉玄 pinyin: liú xúan)                                        | 23-25             | Gengshi (更始 pinyin: gèng shĭ) 23-25 |
| Dinastia Han Oriental 25 - 220 |                                                                         |                   | |
| Guangwu (光武 pinyin: gūang wŭ) | Liu Xiu (劉秀 pinyin: liú xìu)                                          | 25-57             | Jianwu (建武 pinyin: jìan wŭ) 25-56 Jianwuzhongyuan (建武中元 pinyin: jìan wŭ zhōng yúan) 56-58 |
| Mingdi (明 pinyin: míng) | Liu Zhuang (劉莊 pinyin: liú zhūang)                                    | 57-75             | Yongping (永平 pinyin: yŏng píng) 58-75 |
| Zhangdi (章 pinyin: zhāng) | Liu Da (劉炟 pinyin: liú dá)                                            | 75-88             | Jianchu (建初 pinyin: jìan chū) 76-84 Yuanhe (元和 pinyin: yúan hé) 84-87 Zhanghe (章和 pinyin: zhāng hé) 87-88 |
| Hedi (和 pinyin: hé) | Liu Zhao (劉肇 pinyin: liú zhào)                                        | 88-106            | Yongyuan (永元 pinyin: yŏng yúan) 89-105 Yuanxing (元興 pinyin: yúan xīng) 105-106 |
| Shangdi (殤 pinyin: shāng) | Liu Long (劉隆 pinyin: liú lóng)                                        | 106               | Yanping (延平 pinyin: yán píng) 106-107 |
| Andi (安 pinyin: ān) | Liu Hu (劉祜 pinyin: liú hù)                                            | 106-125           | Yongchu (永初 pinyin: yŏng chū) 107-113 Yuanchu (元初 pinyin: yúan chū) 114-120 Yongning (永寧 pinyin: yŏng níng) 120-121 Jianguang (建光 pinyin: jian4 guang1) 121-122 Yanguang (延光 pinyin: yán gūang) 122-125 |
| Shaodi (少帝 pinyin: shào dì) o Marchese di Beixiang (北鄉侯 pinyin: bĕi xīang)                                                                           | Liu Yi (劉懿 pinyin: liú yì)                                            | 125               | Yanguang (延光 pinyin: yán gūang) 125 |
| Shundi (順 pinyin: shùn) | Liu Bao (劉保 pinyin: liú báo)                                          | 125-144           | Yongjian (永建 pinyin: yŏng jìan) 126-132 Yangjia (陽嘉 pinyin: yáng jīa) 132-135 Yonghe (永和 pinyin: yŏng hé) 136-141 Hanan (漢安 pinyin: hàn ān) 142-144 Jiankang (建康 pinyin: jìan kāng) 144 |
| Chongdi (冲 pinyin: chōng) | Liu Bing (劉炳 pinyin: liú bĭng)                                        | 144-145           | Yongxi (永熹 pinyin: yōng xī) 145 |
| Zhidi (質 pinyin: zhí) | Liu Zuan (劉纘 pinyin: liú zŭan)                                        | 145-146           | Benchu (本初 pinyin: bĕn chū) 146 |
| Huandi (桓 pinyin: húan) | Liu Zhi (劉志 pinyin: liú zhĭ)                                          | 146-168           | Jianhe (建和 pinyin: jìan hé) 147-149 Heping (和平 pinyin: hé píng) 150 Yuanjia (元嘉 pinyin: yúan jīa) 151-153 Yongxing (永興 pinyin: yŏng xīng) 153-154 Yongshou (永壽 pinyin: yŏng shòu) 155-158 Yanxi (延熹 pinyin: yán xī) 158-167 Yongkang (永康 pinyin: yŏng kāng) 167 |
| Lingdi (靈 pinyin: líng) | Liu Hong (劉宏 pinyin: liú hóng)                                        | 168-189           | Jianning (建寧 pinyin: jìan níng) 168-172 Xiping (熹平 pinyin: xī píng) 172-178 Guanghe (光和 pinyin: gūang hé) 178-184 Zhongping (中平 pinyin: zhōng píng) 184-189 |
| Shao Di (少帝 pinyin: shào dì) o re di Hongnong (弘農王 pinyin: hóng nóng)                                                                                | Liu Bian (劉辯 pinyin: liú bìan)                                        | 189               | Guangxi (光熹 pinyin: gūang xī) 189 |
| Xian (獻 pinyin: xìan) | Liu Xie (劉協 pinyin: liú xíe)                                          | 189-220           | Zhaoning (昭寧 pinyin: zhāo níng) 189 Yonghan (永漢 pinyin: yŏng hàn) 189 Chuping (初平 pinyin: chū píng) 190-193 Xingping (興平 pinyin: xīng píng) 194-195 Jianan (建安 pinyin: jìan ān) 196-220 Yankang (延康 pinyin: yán kāng) 220 |

## Galeria

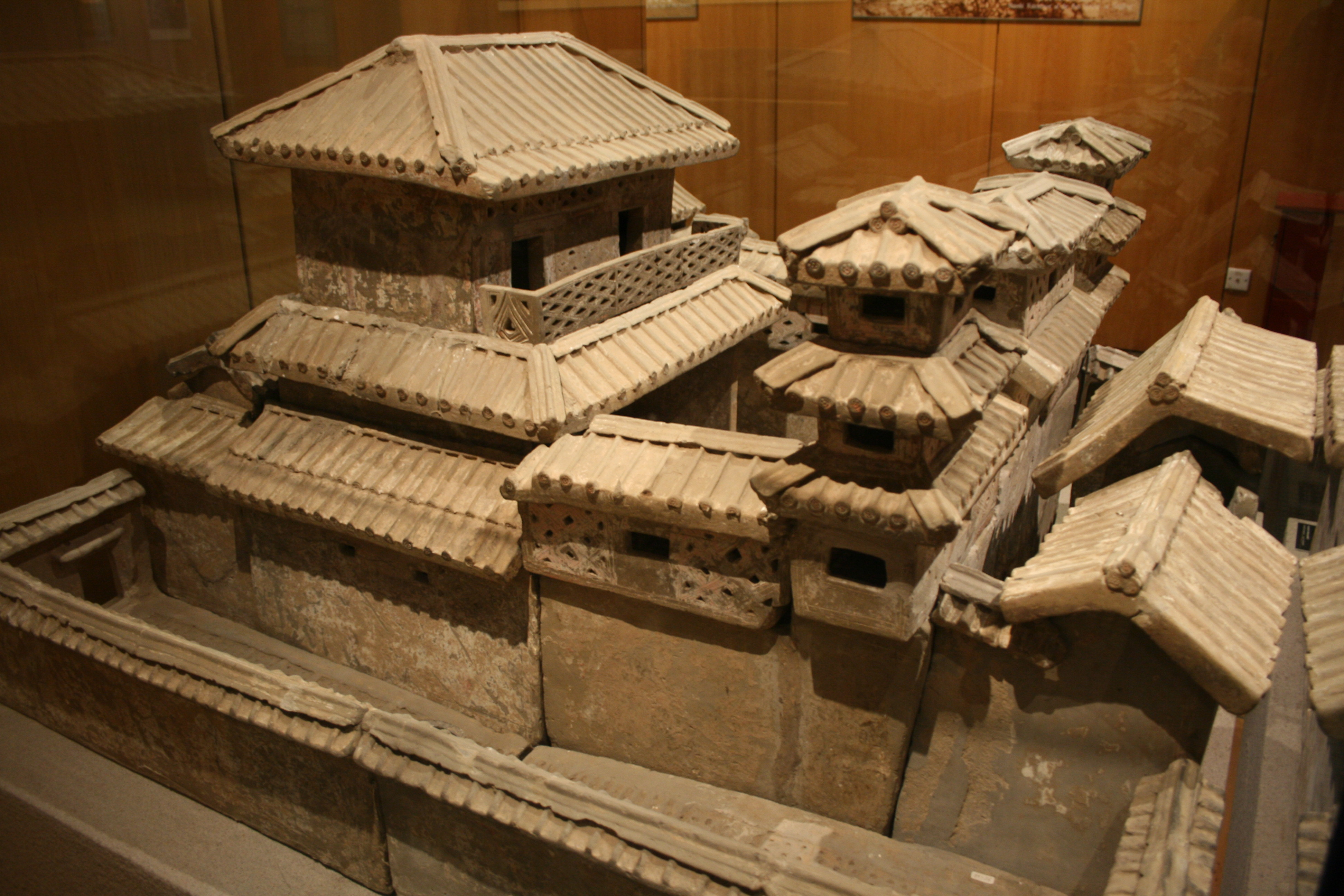
Um palácio da cerâmica da dinastia de Han do museu provincial de Henan
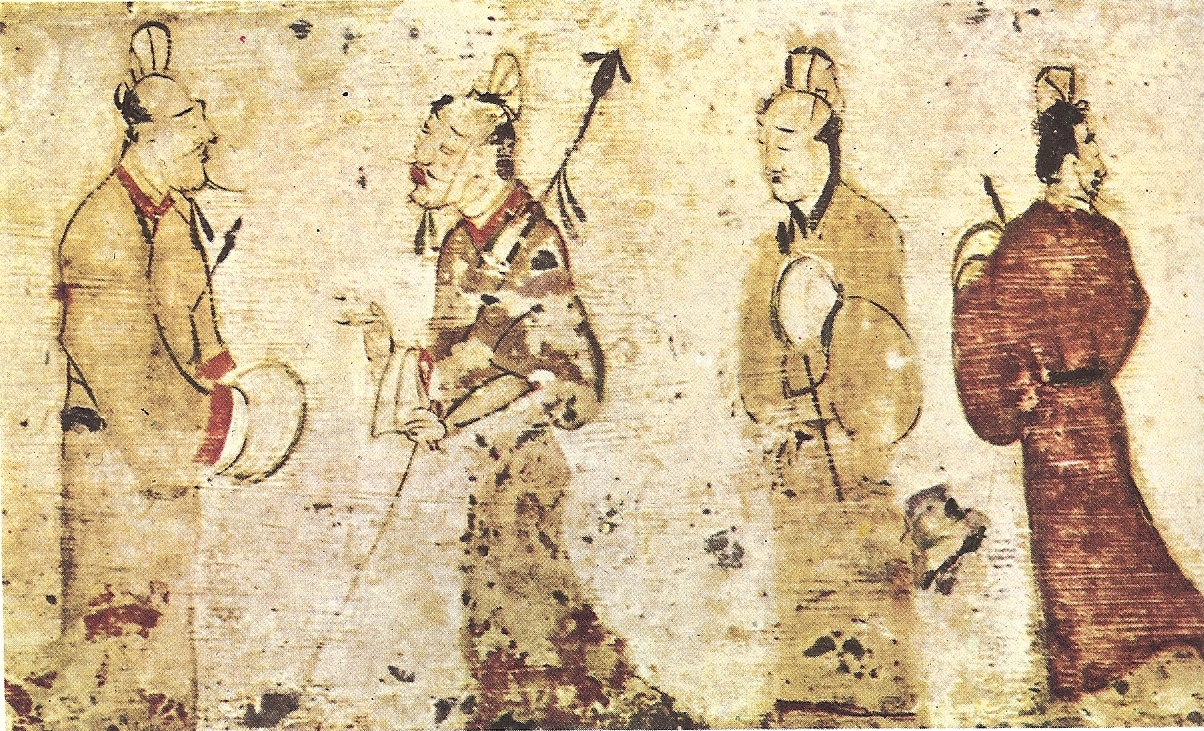
Cavalheiros na conversação, dinastia Han oriental
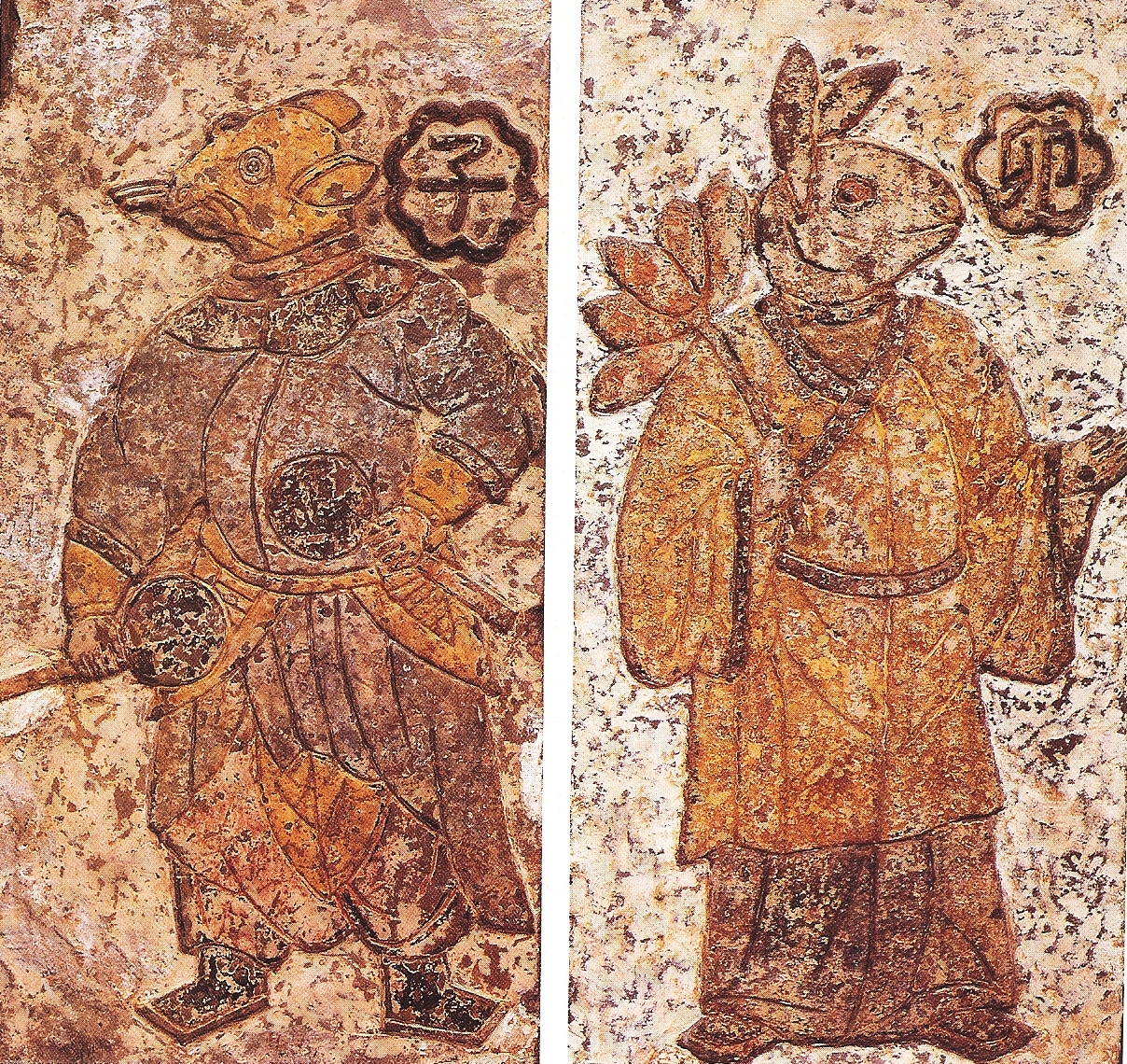
Guardiães do espírito do dia e da noite disfarçados como os animais, pinturas na telha, dinastia Han
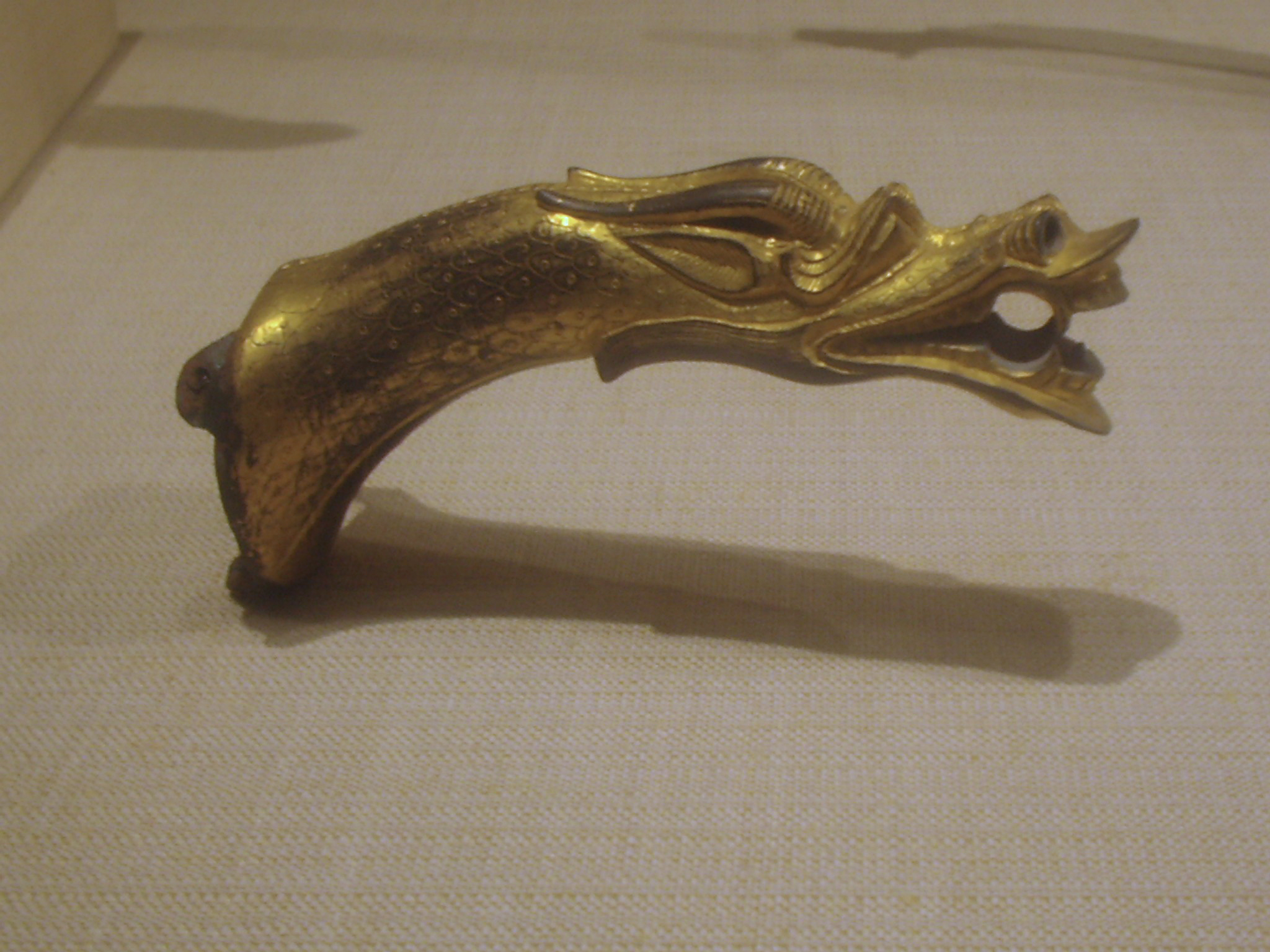
Um punho de bronze dourado dado forma como um dragão, dinastia Han oriental
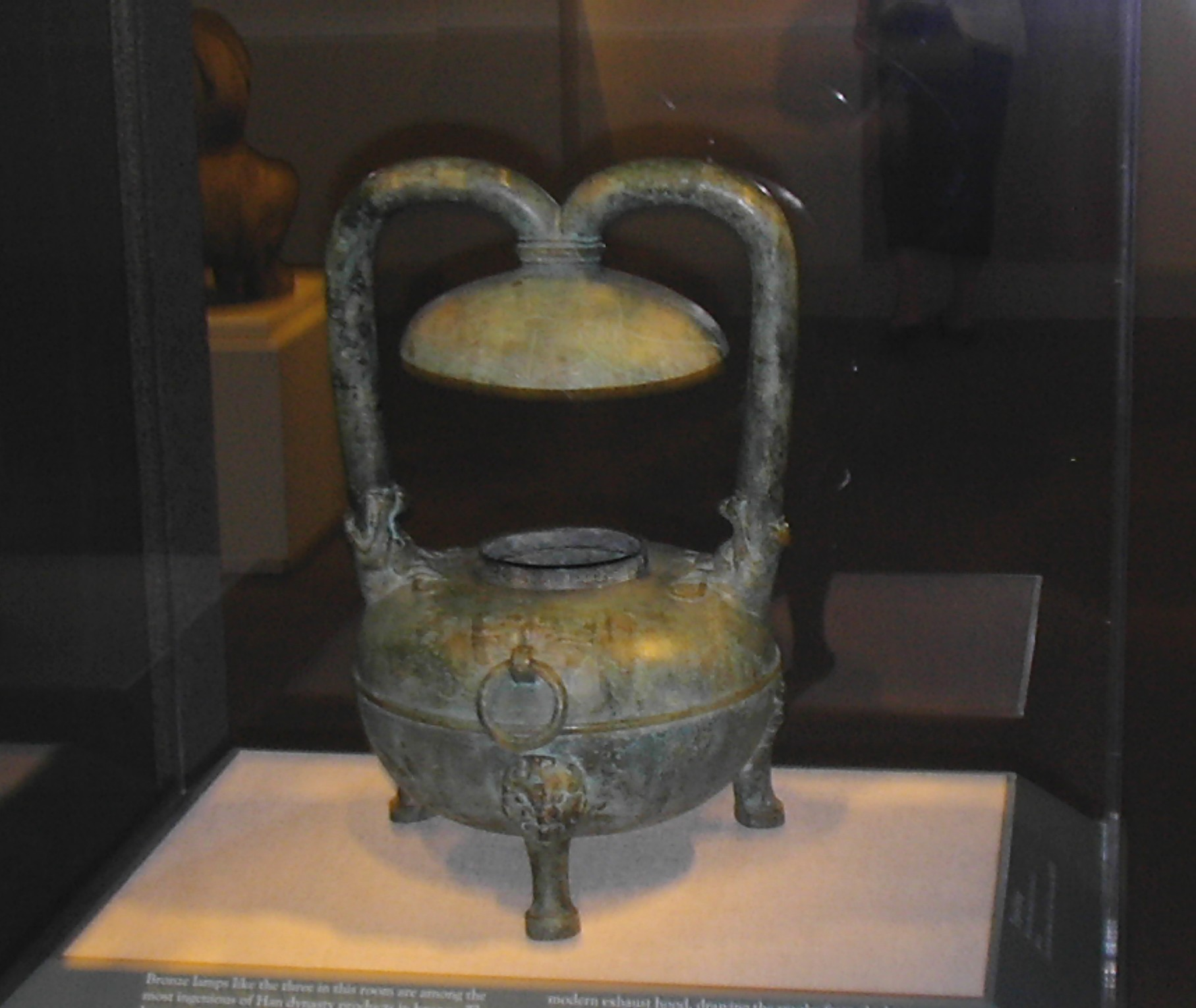
Uma lâmpada do tripé de bronze da dinastia Han ocidental
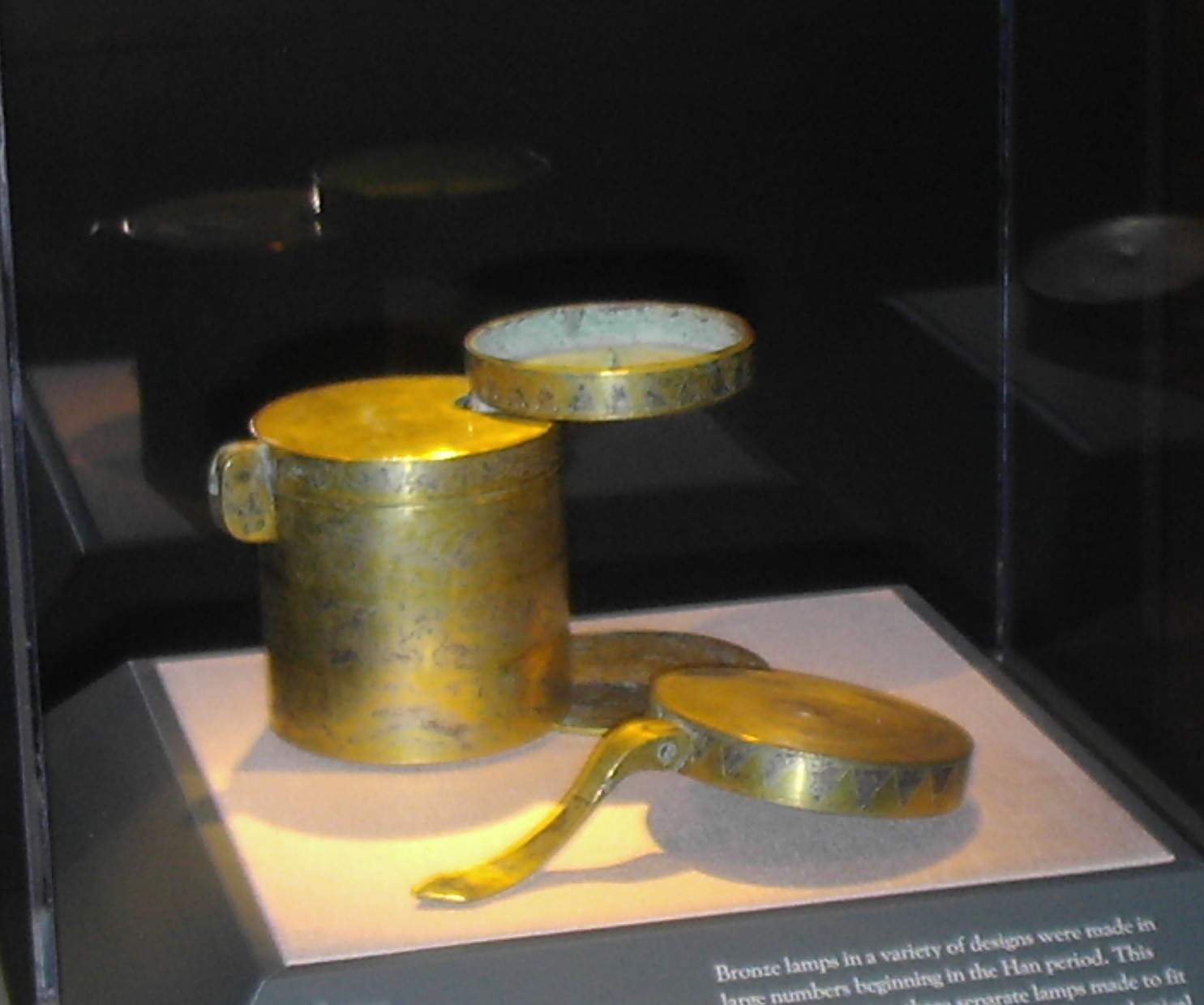
Um jogo da lâmpada porca-bronze da dinastia Han ocidental
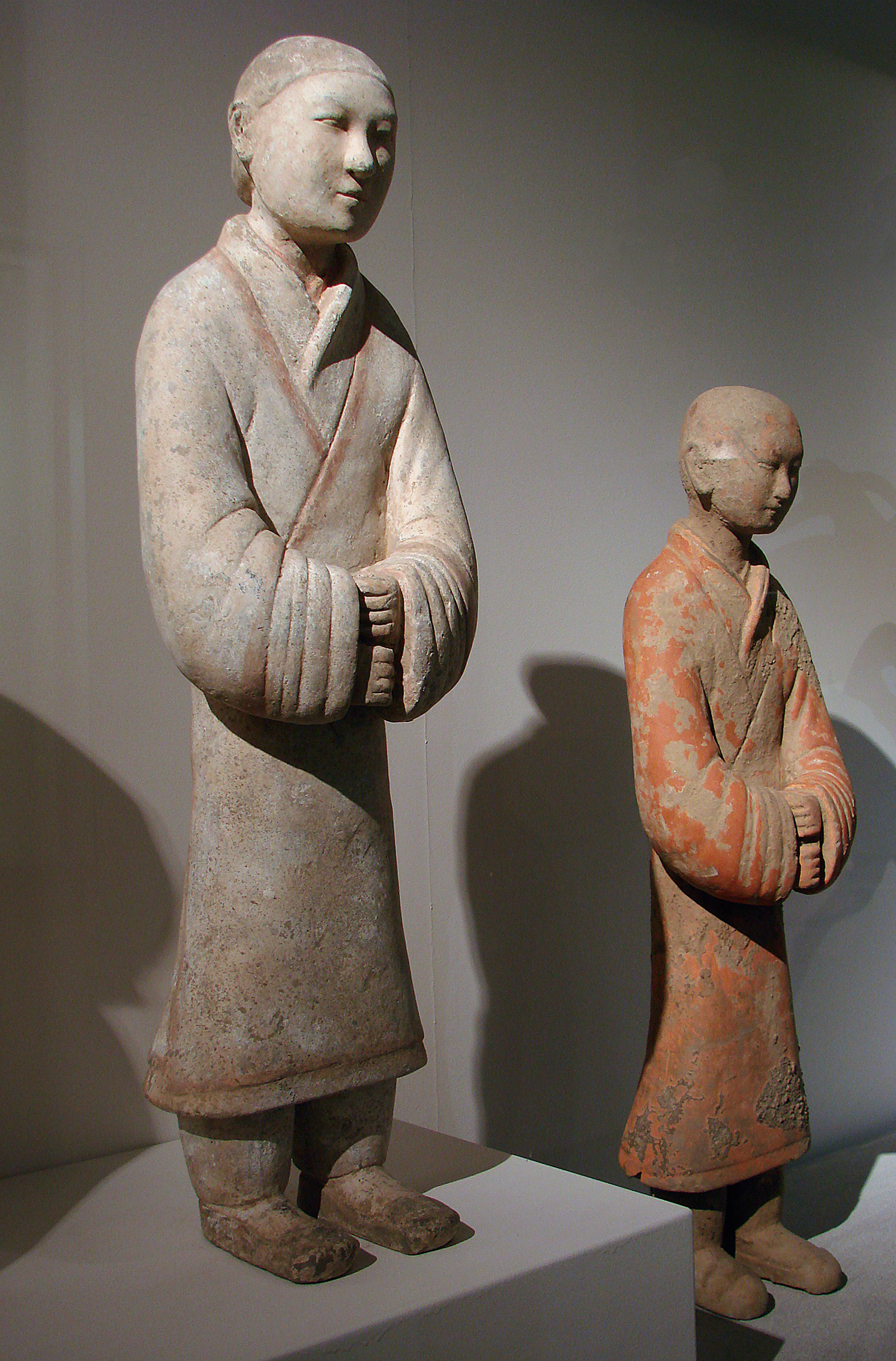
Esculturas das empregadas domésticas e dos empregados, século II d.C.
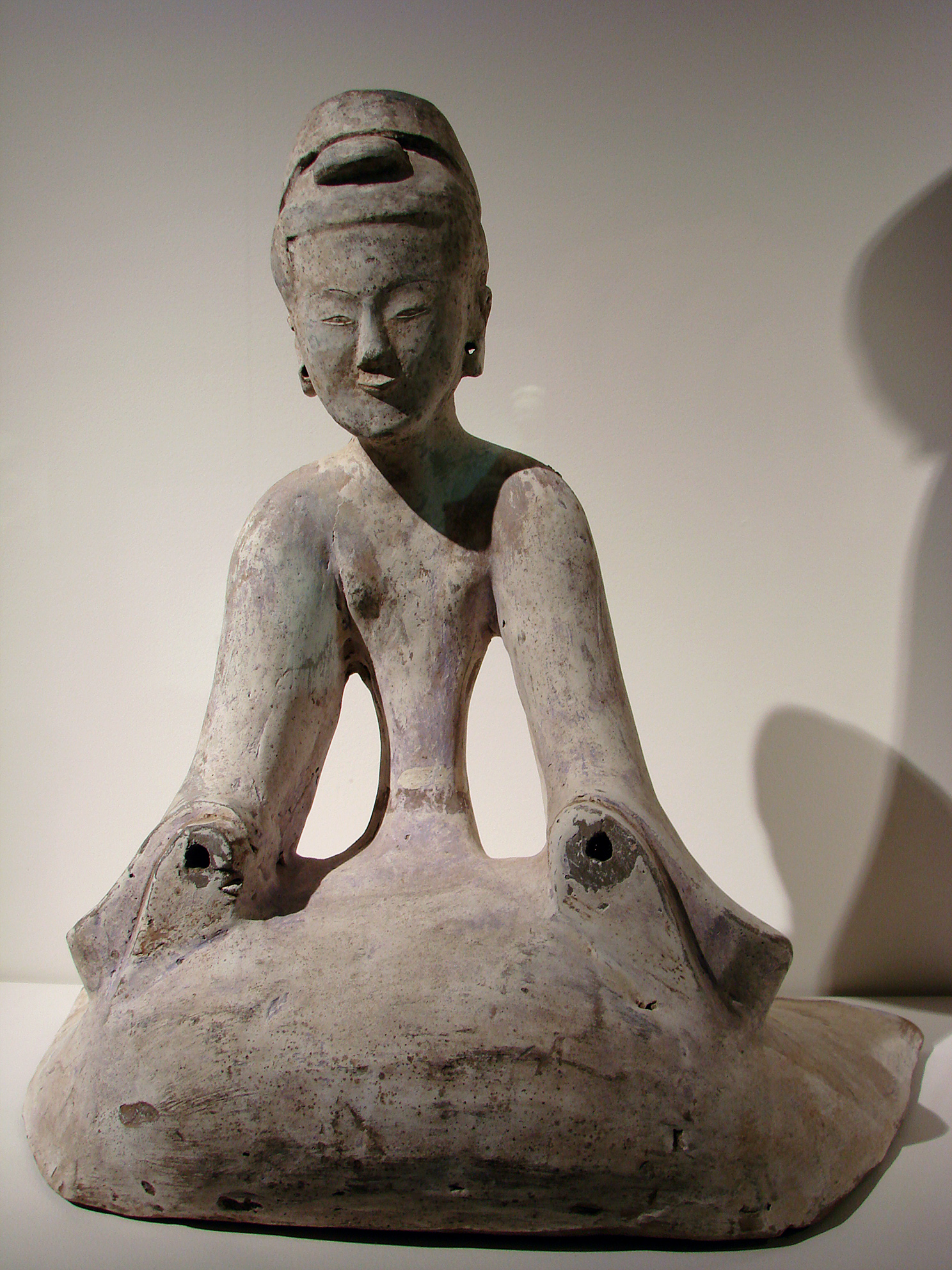
Uma senhora sentada de terracota, século I-II d.C.
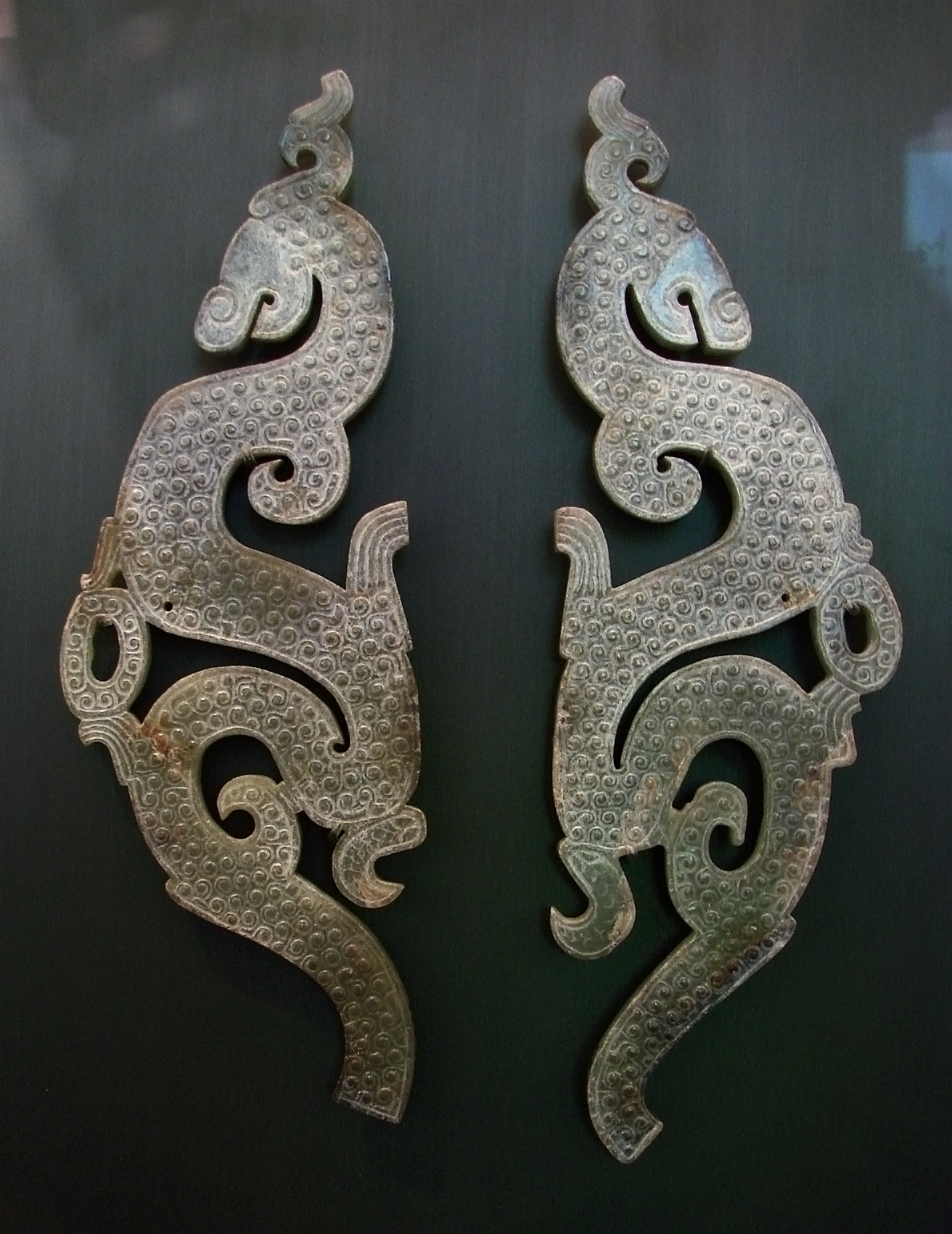
Trabalho de arte em jade na descrição de Fenghuang, século II d.C.
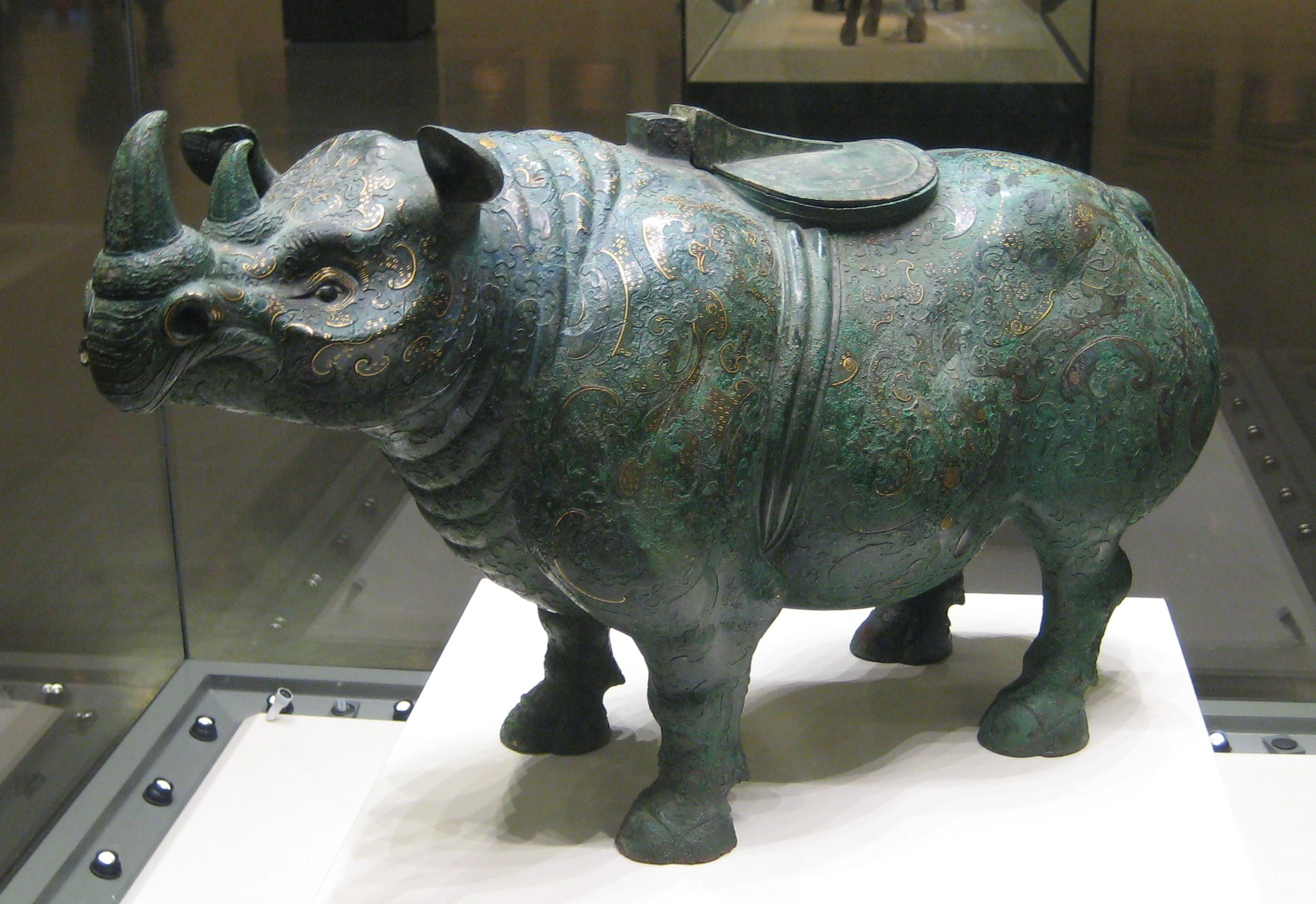
Um zun (vaso de bronze) em forma de rinoceronte da dinastia Han ocidental